# Reinhart Bindseil
Reinhart Bindseil (* 19. September 1935 in Liegnitz, Provinz Niederschlesien; † 21. September 2024 in Heidelberg) war ein deutscher Botschafter.

## Leben
Reinhart Bindseil machte im Juli 1953 in Delitzsch bei Leipzig sein Abitur. Von 1953 bis 1954 absolvierte er eine Schlosserlehre in Offenbach am Main. Im Mai 1954 machte er ein Nachabitur in Frankfurt am Main. Von November 1954 bis Juni 1958 studierte Bindseil Rechtswissenschaft. Er war seit 1956/57 Mitglied der Studentenverbindung SBV Hercynia Heidelberg im SB. Im Juni 1958 absolvierte er die Erste juristische Staatsprüfung in Heidelberg. Von 1959 bis 1960 unternahm er eine Studienreise hauptsächlich per Autostopp Richtung Singapur. Bindseil war Gaststudent in Lucknow in Indien. Von 1961 bis 1962 war er Stipendiat des Deutschen Akademischen Austauschdienstes an der Universität Singapur, wo er Master of Law wurde. Seine Arbeit war eine rechtsvergleichende Studie über deutsches und malayisches Verfassungsrecht. Im Januar 1965 legte er die Zweite juristische Staatsprüfung am Oberlandesgericht Stuttgart ab. An der Universität Heidelberg wurde er zum Doktor der Rechtswissenschaften promoviert. Sein Thema war aus dem Zwangsvollstreckungs- und Konkursrecht.
Reinhart Bindseil war verheiratet und hatte drei Kinder. Er verstarb am 21. September 2024 in Heidelberg.

## Wirken
Im April 1966 trat Bindseil in den Auswärtigen Dienst. Er war in Tunis, Madras und Tokio akkreditiert. In Madras war er bis 1971 Wirtschaftsreferent. Von 1974 bis 1977 und von 1980 bis 1983 wurde er in der Personalabteilung in Bonn beschäftigt. Von 1977 bis 1980 war er Botschafter bei Jean-Bédel Bokassa in Bangui, im Zentralafrikanischen Kaiserreich. Von 1984 bis 1988 war er Botschafter in Kigali in Ruanda. Von 1988 bis 1992 leitete er das Referat Zivilrecht in der Rechtsabteilung des Außenministeriums. Von 1993 bis 1995 wurde er als Inspekteur der deutschen Auslandsvertretungen beschäftigt. Von 1996 bis 2000 war er Botschafter in Taschkent in Usbekistan. Im Oktober 2000 wurde er in den Ruhestand versetzt.

## Veröffentlichungen
- Reinhart Bindseil: Ruanda im Lebensbild von Hans Meyer (1858-1929). Dietrich Reimer Verlag, Berlin 2004, ISBN 978-3-496-02769-0.
- Reinhart Bindseil: Im innersten Afrika. Ein Botschafter erlebt Bokassa I. und sein Kaiserreich. epubli, 2010, ISBN 978-3-86931-855-4.